# Крещеновка (Херсонская область)
Крещеновка (укр. Хрещенівка) — село в Нововоронцовской поселковой общине Бериславского района Херсонской области Украины.
Почтовый индекс — 74213. Телефонный код — 5533. Код КОАТУУ — 6524182501.

## Население
Население по переписи 2001 года составляло 780 человек.

### Языковой состав
Родной язык населения по данным переписи 2001 года:
| Язык       | Численность, чел. | Доля     |
| ---------- | ----------------- | -------- |
| Украинский | 748               | 95,90 %  |
| Русский    | 25                | 3,20 %   |
| Другое     | 7                 | 0,90 %   |
| Итого      | 780               | 100,00 % |

## История
В начале марта 2022 года, во время вторжения России в Украину, село было оккупировано российской армией. 2 октября 2022 года освобождено украинской армией в ходе контрнаступления в Херсонской области. Находящаяся в селе гимназия была уничтожена российскими войсками.

## Местный совет
74213, Херсонская обл., Нововоронцовский р-н, с. Крещеновка, ул. Чкалова, 19

## Известные уроженцы
- Пасько, Григорий Михайлович